# Хадерсфилд (филм)
„Хадерсфилд“ је српски филм из 2007. године. Режирао га је Иван Живковић, а сценарио су написали Угљеша Шајтинац и Дејан Николај Краљачић.

## Радња
Раша (Горан Шушљик) је 30-годишњак који живи са оцем (Јосиф Татић), пензионисаним алкохоличарем, у малом граду у Србији. Једва састављајући крај са крајем, даје приватне часове књижевности тинејџеркама и води емисију на локалном радију. Његов комшија Иван (Небојша Глоговац), у младости перспективан џудиста, прошао је кроз серију психотичних епизода и лечења у менталним институцијама, пре него што се коначно крстио у Православној цркви. Рашина нова ученица Милица (Сузана Лукић) је лепа, енергична, отворена, и уједно и његова тренутна девојка. Дуле (Војин Ћетковић) води магацин швајцарских слаткиша и увртио је себи у главу да је јапи (млад и амбициозан). Монотонију њихових живота прекида долазак њиховог школског другара Игора (Дамјан Кецојевић), који већ 11 година живи у Хадерсфилду, у Енглеској. Увече се сви састају код Раше, и оно што првобитно изгледа као весело окупљање претвара се у емотивни ураган сећања, горчине, смеха, беса и потраге за смислом.
Филм је сниман у Зрењанину, родном граду Угљеше Шајтинца.

## Улоге
| Глумац           | Улога            |
| ---------------- | ---------------- |
| Горан Шушљик     | Раша             |
| Небојша Глоговац | Иван             |
| Сузана Лукић     | Милица           |
| Војин Ћетковић   | Дуле             |
| Дамјан Кецојевић | Игор             |
| Јосиф Татић      | Рашин отац       |
| Сека Саблић      | Иванова мајка    |
| Мики Манојловић  | песник           |
| Сања Поповић     | клавиристкиња    |
| Милан Томић      | радник на отпаду |